# Perkin Medal

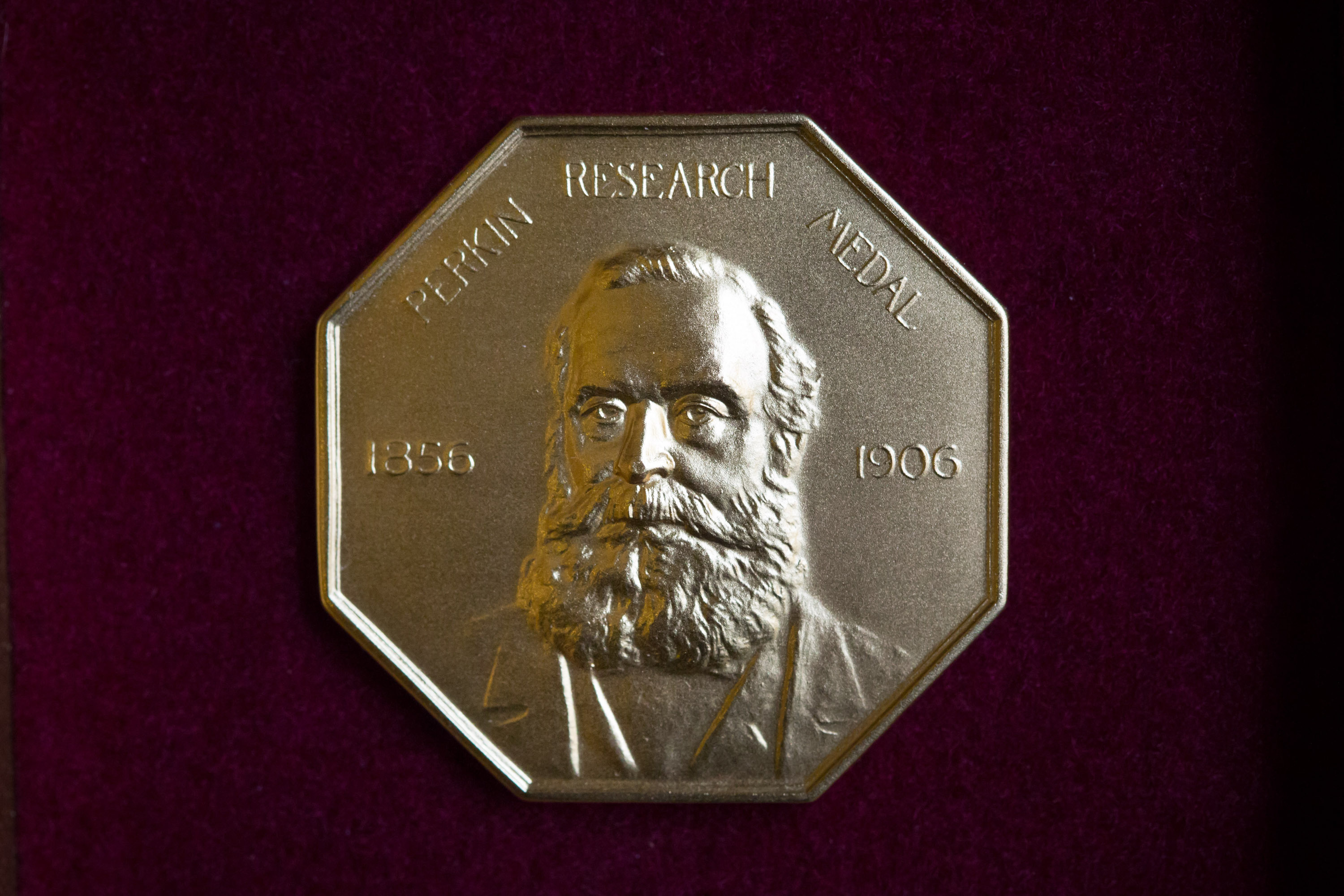
Perkin Research Medal

Die Perkin Medal ist eine jährlich von der US-amerikanischen Sektion der Society of Chemical Industry vergebene Auszeichnung für Innovationen in Angewandter Chemie, die zu herausragenden kommerziellen Anwendungen führten. Sie ist nach William Henry Perkin benannt und wurde zuerst 1906 an diesen vergeben.
Es gibt auch den Perkin Prize for Organic Chemistry.

## Preisträger
- 1906 William Henry Perkin
- 1908 John Brown Francis Herreshoff
- 1909 Arno Behr
- 1910 Edward G. Acheson
- 1911 Charles Martin Hall
- 1912 Herman Frasch
- 1913 James Gayley
- 1914 John W. Hyatt
- 1915 Edward Weston
- 1916 Leo H. Baekeland
- 1917 Ernst Twitchell
- 1918 Auguste J. Rossi
- 1919 Frederick G. Cottrell
- 1920 Charles F. Chandler
- 1921 Willis R. Whitney
- 1922 William M. Burton
- 1923 Milton C. Whitaker
- 1924 Frederick M. Becket
- 1925 Hugh K. Moore
- 1926 Richard B. Moore
- 1927 John E. Teeple
- 1928 Irving Langmuir
- 1929 Eugene C. Sullivan
- 1930 Herbert H. Dow
- 1931 Arthur D. Little
- 1932 Charles F. Burgess
- 1933 George Oenslager
- 1934 Colin G. Fink
- 1935 George O. Curme, Junior
- 1936 Warren K. Lewis
- 1937 Thomas Midgley, Junior
- 1938 Frank J. Tone
- 1939 Walter S. Landis
- 1940 Charles M. A. Stine
- 1941 John V. N. Dorr
- 1942 Martin Ittner
- 1943 Robert E. Wilson
- 1944 Gaston F. Dubois
- 1945 Elmer K. Bolton
- 1946 Francis C. Frary
- 1947 Robert R. Williams
- 1948 Clarence W. Balke
- 1949 Carl S. Miner
- 1950 Eger V. Murphree
- 1951 Henry Howard
- 1952 Robert M. Burns
- 1953 Charles A. Thomas
- 1954 Roger Adams
- 1955 Roger Williams
- 1956 Edgar C. Britton
- 1957 Glenn T. Seaborg
- 1958 William J. Kroll
- 1959 Eugene J. Houdry
- 1960 Karl Folkers
- 1961 Carl F. Prutton
- 1962 Eugene G. Rochow für die Silikone
- 1963 William O. Baker für Arbeiten der Bell Labs
- 1964 William J. Sparks für die Entwicklung des Butylkautschuks
- 1965 Carl S. Marvel für die Polybenzimidazole
- 1966 Manson Benedict für die Gasdiffusionsmethode zur Isotopentrennung
- 1967 Vladimir Haensel für den Platforming-Prozess und Autokats
- 1968 Henry B. Hass
- 1969 Robert W. Cairns
- 1970 Milton Harris für Texilforschung
- 1971 James F. Hyde
- 1972 Robert Burns MacMullin
- 1973 Theodore L. Cairns
- 1974 Edwin H. Land für das Polaroid-Trennbildfilm-Verfahren
- 1975 Carl Djerassi für die Antibabypille
- 1976 Lewis H. Sarett für eine verbesserte Cortisonsynthese sowie Antirheumatika
- 1977 Paul J. Flory
- 1978 Donald F. Othmer für Celluloseacetat
- 1979 James D. Idol Junior
- 1980 Herman F. Mark für die Strukturaufklärung von Polymeren
- 1981 Ralph Landau für verbesserte Verfahren zur Gewinnung von PTA und Propylenoxid
- 1982 Herbert C. Brown für die Hydroborierung
- 1983 N. Bruce Hannay für Festkörperphysik von Halbleitern
- 1984 John H. Sinfelt für den Platforming-Prozess
- 1985 Paul B. Weisz für Zeolithe für das katalytische Cracken
- 1986 Peter Regna
- 1987 J. Paul Hogan und Robert Banks für HDPE
- 1988 James F. Roth
- 1989 Frederick J. Karol für den Unipol-PP-Prozess
- 1990 John E. Franz für Glyphosat
- 1991 Miguel A. Ondetti für die ACE-Hemmer
- 1992 Edith M. Flanigen für Zeolith Y
- 1993 Lubomyr T. Romankiw für Festplatten-Leseköpfe
- 1994 Marinus Los
- 1995 Delbert H. Meyer
- 1996 Marion D. Francis
- 1997 Stephanie Kwolek für Kevlar (p-Aramid)
- 1998 David R. Bryant
- 1999 Albert A. Carr
- 2000 Norman N. Li
- 2001 Elsa Reichmanis für Lithographie-Prozesse
- 2002 Paul S. Anderson für Indinavir und Efavirenz
- 2003 William H. Joyce
- 2004 Gordon E. Moore
- 2005 Robert W. Gore für Gore-Tex
- 2006 James C. Stevens
- 2007 Herbert Boyer für die Expression fremder Stoffe in Zellen
- 2008 Ian Shankland
- 2009 Richard B. Silverman
- 2010 Ronald Breslow
- 2011 Rodney H. Banks
- 2012 Robert S. Langer
- 2013 Bruce Roth für die Statine
- 2014 John C. Warner für Non-Covalent Derivatization / 12 Principles of Green Chemistry
- 2015 Cynthia Maryanoff für die Kommerzialisierung von Topiramat, Tramadol etc.
- 2016 Peter Trefonas für Diazonaphthochinon-basierte Fotolacke und Bottom Antireflective Coating (BARCs)
- 2017 Ann E. Weber für Ligandensynthese der Gliptine
- 2018 Barbara Haviland Minor für 2,3,3,3-Tetrafluorpropen
- 2019 Chad A. Mirkin für kugelförmige Nukleinsäuren (SNAs) und Mikrostrukturierungstechniken
- 2020 Jane Frommer für Rastersondenmikroskopie und leitfähige Polymere
- 2021 ausgefallen
- 2022 Dennis Liotta für NRTIs
- 2023 Frances Arnold für Methoden gerichteter Evolution
- 2024 Max McDaniel, Katalysatoren für Polymerisation
- 2025 Bruce DeBruin[1]